# Ichnanthus
Ichnanthus es un género de plantas herbáceas perteneciente a la familia de las poáceas. Es originario del oeste de África tropical. Comprende 155 especies descritas y de estas, solo 33 aceptadas.

## Descripción
Son plantas anuales o perennes; con tallos frecuentemente decumbentes en los nudos inferiores; plantas hermafroditas. Hojas frecuentemente caulinares, en ocasiones basales; lígula una membrana esparcida a densamente ciliada; láminas lanceoladas a ovadas, aplanadas, a menudo con la base asimétrica y angostada, pseudopecioladas o sésiles. Inflorescencia una panícula simple o compuesta, generalmente una terminal y conspicuamente exerta de la vaina superior, en algunas especies con 1–varias panículas axilares menos exertas; espiguillas lanceoloides, pareadas, desigualmente pediceladas, comprimidas dorsalmente pero con las glumas prominentemente carinadas de manera que en muchas especies aparecen comprimidas lateralmente, con 2 flósculos; desarticulación por debajo de las glumas y a veces por debajo del flósculo superior; glumas desiguales, carinadas, la inferior generalmente más de la 1/2 del largo de la espiguilla; gluma superior y lema inferior casi iguales, más largas que el flósculo superior, herbáceas; flósculo inferior estéril o estaminado; pálea inferior membranácea; flósculo superior bisexual, comprimido dorsalmente; lema superior endurecida, la raquilla se continúa por abajo de la lema formando un pequeño pedicelo; pedicelo con apéndices membranáceos adnados en la base de la lema y libres en la parte superior (frecuentemente engrosados con aceite en la madurez), o los apéndices reducidos a pequeñas áreas esclerosadas o cicatrices en la base de la lema; lodículas 2; estambres 3; estilos 2. Fruto una cariopsis ovoide a elipsoide; embrión 1/3–1/2 la longitud de la cariopsis, hilo punteado.

## Taxonomía
El género fue descrito por Ambroise Marie François Joseph Palisot de Beauvois y publicado en Essai d'une Nouvelle Agrostographie 56, pl. 12, f. 1. 1812. La especie tipo es: Ichnanthus panicoides P. Beauv. 
Citología
Número de cromosomas: 2n = 18, 20, 40, y 54.
Etimología
Ichnanthus: nombre genérico que deriva de la palabra griega: chnos (un paso o de marca), tal vez se refieren a los apéndices debajo del florete superior.

## Especies
- Ichnanthus amplus Swallen
- Ichnanthus angustifolius Swallen
- Ichnanthus angustus Swallen
- Ichnanthus annuus Killeen & Kirpes
- Ichnanthus areolatus K.E.Rogers
- Ichnanthus attentuatus K.E.Rogers
- Ichnanthus boliviensis K.E.Rogers
- Ichnanthus brevivaginatus Swallen
- Ichnanthus candicans Doell.
- Ichnanthus confertus K.E.Rogers
- Ichnanthus drepanophyllus Mez
- Ichnanthus exilis K.E.Rogers
- Ichnanthus hitchcockii K.E.Rogers
- Ichnanthus lanceolatus Scribn. & J.G.Sm.
- Ichnanthus latifolius K.E.Rogers
- Ichnanthus leptophyllus Doell.
- Ichnanthus neblinaensis Swallen
- Ichnanthus neesii K.E.Rogers
- Ichnanthus nemoralis
- Ichnanthus nemorosus (Sw.) Doell.
- Ichnanthus pilosus K.E.Rogers
- Ichnanthus ruprechtii Doell.
- Ichnanthus serratus Swallen
- Ichnanthus tectus Swallen
- Ichnanthus tipuaniensis K.E.Rogers
- Ichnanthus vestitus Swallen
- Ichnanthus wrightii Hitchc.